# 2008 à la télévision
| Années de la télévision : 2005 - 2006 - 2007 - 2008 - 2009 - 2010 - 2011    |
| Décennies de la télévision : 1970 - 1980 - 1990 - 2000 - 2010 - 2020 - 2030 |

Cet article présente les faits marquants de l'année 2008 à la télévision.

## Événements
- 1er janvier : Europe 2 TV prend le nom de Virgin 17.
- 11 février : Fin de la grève des scénaristes aux États-Unis.
- 25 février : Arrêt des derniers émetteurs analogiques de Suisse en Valais et dans le Chablais vaudois.
- 20 mars : Lancement de la chaîne IDF1 sur le canal 22 de la TNT en Île de France.
- 7 avril : Nouvelles habillages pour les chaînes du groupe France Télévisions. France 2 et France 5 passe en format 16/9.
- 9 juin : TF1 annonce officiellement que le journaliste Patrick Poivre d'Arvor sera remplacé par la journaliste Laurence Ferrari.
- 3 juillet : Passage en 16/9 sur France 4.
- 10 juillet : Patrick Poivre d'Arvor présente son dernier journal de 20 heures sur TF1, après plus de 21 ans à ce poste.
- Du 8 au 24 août : Jeux olympiques d’été de Pékin 2008 sur France 2, France 3, France 4 et Canal+.
- 4 septembre : Première diffusion de La Grande Librairie sur France 5 présenté par François Busnel.
- 30 septembre : Disparition de la chaîne alsacienne fondé par le groupe Antennes Locales TéléAlsace.
- 30 octobre : Lancement de la haute définition en France sur cinq chaînes de la TNT, (TF1, France 2, Canal+, M6 et Arte).
- 1er décembre : Disparition de la chaîne destinée aux lusophones CLP TV.
- 31 décembre : Arrêt de la chaîne : Fun TV (disparu à 11 ans).

## Émissions
- 26 janvier : NRJ Music Awards 2008, cérémonie présentée par Benjamin Castaldi.
- février 2008 : Début de la nouvelle émission de Monique Atlan, Dans quelle étagère ?
- 26 avril : Arrêt de l'émission 1 contre 100 présentée par Benjamin Castaldi.
- 27 juin : Début de la saison 2 de Secret Story présentée par Benjamin Castaldi.
- 4 juillet : Arrêt de l'émission On n'a pas tout dit présentée par Laurent Ruquier.
- 19 septembre : Début de la saison 8 de Star Academy, présentée par Nikos Aliagas.
- 6 novembre : Début de l'émission 10 h le mag sur TF1.
- 11 novembre : Début de l'émission L'École des stars sur Direct 8.

## Séries télévisées
- Diffusion du téléfilm Le Retour de K 2000 (Knight Rider), pilote d'une nouvelle série, remake de K 2000 sur la chaine NBC aux États-Unis.
- Début de l'unique saison de New Amsterdam aux États-Unis.
- Diffusion de la deuxième saison inédite de Nos années pension sur France 2.
- Diffusion de la première saison de Hard sur Canal+.
- Diffusion de la série Du côté de chez Fran sur NRJ 12.
- Diffusion de la sixième saison de Scrubs sur Paris Première.
- Arrêt de Stargate Atlantis, après 5 saisons, par Syfy.
- Syfy annonce la création de Stargate Universe avec un tournage prévu pour l'été 2009.
- Diffusion de la saison 5 de NCIS : Enquêtes spéciales  sur M6.
- Diffusion de la saison 4 de Doctor Who sur France 4.
- Début de la première saison de Sons of Anarchy aux États-Unis.
- Début de Breaking Bad sur AMC aux États-Unis.
- Première diffusion de True Blood sur HBO aux États-Unis.
- Dernière saison de Ramdam.
- Début de la cinquième saison de Dr House aux États-Unis.
- Début de la deuxième saison de The Big Bang Theory aux États-Unis.
- Première diffusion de la série télévisée américaine La Vie de croisière de Zack et Cody sur Disney Channel-
- Début de la deuxième saison de Californiation aux États-Unis.
- Début de la diffusion de The Big Bang Theory en France, sur TPS Star.
- Première diffusion de Legend of the Seeker : L'Épée de vérité aux États-Unis.
- Diffusion de la septième saison de Scrubs sur TPS Star.
- Début de la diffusion de Star Wars: The Clone Wars sur W9.
- Diffusion de la saison 1 de Californication sur M6.
- Diffusion de la saison 2 de Supernatural sur M6.
- Diffusion de 2 Dy a Ni, une série télévisée en gallois, sur S4C.

## Feuilletons télévisés
- 4 février : Début de la quatrième saison de Lost aux États-Unis.
- 11 juillet : Diffusion en France du 1000e épisode de Plus belle la vie sur France 3. C'est le premier feuilleton français à franchir le cap des 1 000 épisodes.
- 28 septembre : Début de la cinquième saison de Desperate Housewives aux États-Unis.
- 20 décembre : Diffusion du dernier épisode de Sous le soleil.

## Distinctions

### Emmy Awards (États-Unis)
- Meilleure série dramatique : Mad Men
- Meilleur acteur dans une série dramatique : Bryan Cranston pour Breaking Bad
- Meilleure actrice dans une série dramatique : Glenn Close pour Damages
- Meilleure série comique : 30 Rock
- Meilleur acteur dans une série comique : Alec Baldwin dans 30 Rock
- Meilleure actrice dans une série comique : Tina Fey dans 30 Rock

## Principaux décès
- 22 janvier : Heath Ledger, acteur australien (° 4 avril 1979).
- 24 mars : Dina Sassoli, actrice de théâtre et de cinéma italienne (° 5 août 1920).
- 25 mars : Thierry Gilardi, animateur et journaliste sportif (° 26 juillet 1958).
- 5 avril : Charlton Heston, acteur américain (° 4 octobre 1923).
- 9 mai : Pascal Sevran, animateur et producteur de télévision (° 16 octobre 1945).
- 29 juin : Don S. Davis, acteur américain (° 4 août 1942).
- 22 juillet : Estelle Getty, actrice américaine (° 25 juillet 1923)